# KNVB Beker 2000/01
Het seizoen 2000/01 van de KNVB Beker (officieel Amstel Cup 2000/01 genoemd) was de 83e editie van de Nederlandse voetbalcompetitie met als inzet de KNVB Beker en een plek in de UEFA Cup 2001/02. 86 ploegen uit de Eredivisie, Eerste divisie en verschillende amateurklassen namen deel aan het toernooi, dat bestond uit een groepsfase en zes knock-outronden. FC Twente won deze editie door in de finale PSV te verslaan.

## Deelnemers
Aan de Amstel Cup 2000-2001 namen achttien Eredivisieteams, achttien Eerste-divisieteams, 48 amateurclubs en twee beloftenteams van profclubs deel.
Eredivisieteams:
Ajax, AZ, Feyenoord, Fortuna Sittard, De Graafschap, FC Groningen, sc Heerenveen, NAC, N.E.C., PSV, RBC, RKC Waalwijk, Roda JC, Sparta Rotterdam, FC Twente, FC Utrecht, Vitesse, Willem II
Eerste divisieteams:
ADO Den Haag, FC Den Bosch, Cambuur Leeuwarden, Dordrecht'90, Eindhoven, Emmen, Excelsior, Go Ahead Eagles, Haarlem, Helmond Sport, Heracles Almelo, MVV, Telstar, TOP Oss, BV Veendam, FC Volendam, VVV, FC Zwolle
Amateurclubs:
Achilles '94, Achilles Veen, ACV, ADO '20, AFC '34, Appingedam, ASWH, Babberich, Barendrecht, Baronie, Be Quick '28, Bennekom, Capelle, EHC/Norad, Elinkwijk, Excelsior Maassluis, Geldrop/VDD, Gemert, SC Genemuiden, GVVV, Hollandia, HSC '21, Huizen, Katwijk, KBV, Kloetinge, Nieuwenhoorn, Nijenrodes, Noordwijk, OJC Rosmalen, FC Omniworld, Panningen, Quick '20, Rijnsburgse Boys, Scheveningen, SHO, Sneek, Spakenburg, Spijkenisse, Ter Leede, Tonegido, SV TOP, De Treffers, UDI '19/Beter Bed, Urk, VVOG, WHC, IJsselmeervogels,
Beloftenteams:
PSV 2, FC Utrecht 2,
PSV, sc Heerenveen, Feyenoord, Vitesse, Ajax en Roda JC waren in verband met deelname aan de Europacup vrijgesteld tot de achtste finales. RKC was wegens deelname aan de Intertoto vrijgesteld voor de groepswedstrijden en mocht in de eerste ronde instromen.
Deelname per niveau per ronde:
| Niveau         | Groep | Ronde 1 | Ronde 2 | Ronde 3 | Kwartfinale | Halve finale | Finale |
| -------------- | ----- | ------- | ------- | ------- | ----------- | ------------ | ------ |
| Eredivisie     | 11    | 12      | 8       | 11      | 7           | 4            | 2      |
| Eerste divisie | 18    | 16      | 10      | 5       | 1           | -            | -      |
| Amateur        | 48    | 10      | 1       | -       | -           | -            | -      |
| Belofte        | 2     | 2       | 1       | -       | -           | -            | -      |
| Totaal         | 79    | 40      | 20      | 16      | 8           | 4            | 2      |

## Groepsfase
De groepsfase vond plaats tussen 8 augustus en 13 september 2000. Er werd gespeeld in een halve competitie. Totaal waren er 117 wedstrijden. Van de profclubs werden Telstar en Haarlem uitgeschakeld.

### Groep 1
| Datum            | Wedstrijd           | Uitslag       | Scoreverloop |
| ---------------- | ------------------- | ------------- | --- |
| 9 augustus 2000  | AFC '34 – AZ        | 1 – 8 (0 – 4) | 19' Max Huiberts 0-1, 28' Paul Matthijs 0-2, 34' Robin Nelisse 0-3, 39' Paul Matthijs 0-4, 56' Robin Nelisse 0-5, 67' Robin Nelisse 0-6, 85' John Bosman 0-7, 86' Jelle Schut 1-7, 89' Regilio O’Niel 1-8 |
| 11 augustus 2000 | Telstar – Ter Leede | 1 – 2 (0 – 1) | 9' Hicham Rbii 0-1, 70' Erwin Beltman 0-2, 81' Richard Stricker 1-2 |
| 23 augustus 2000 | AFC '34 – Telstar   | 0 – 1 (0 – 0) | 78' Melvin Holwijn 0-1 |
| 23 augustus 2000 | Ter Leede – AZ      | 2 – 3 (1 – 1) | 18' Barry van Galen 0-1, 27' Erwin Beltman 1-1, 61' Barry Opdam 1-2, 87' Barry Opdam 1-3, 89' Patrick Kalkema 2-3                                                                                         |
| 30 augustus 2000 | AZ – Telstar        | 3 – 1 (1 – 1) | 19' Robin Nelisse 1-0, 25' Melvin Holwijn 1-1, 60' Jamal Dibi 2-1, 90' Barry van Galen (pen) 3-1 |
| 30 augustus 2000 | Ter Leede – AFC '34 | 4 – 0 (1 – 0) | 33' Martin de Louw 1-0, 68' Alan Campfens 2-0, 82' Frank Bloemheuvel (pen) 3-0, 90' Patrick Kalkema 4-0                                                                                                   |

### Groep 2
| Datum            | Wedstrijd                       | Uitslag       | Scoreverloop |
| ---------------- | ------------------------------- | ------------- | --- |
| 11 augustus 2000 | Excelsior Maassluis – Tonegido  | 3 – 4 (1 – 1) | 23' Marcel Karlas 1-0, 35' Francisco Grant 1-1, 53' Gavin Price 2-1, 55' Majid Darrazi 2-2, 72' Harry de Haas 2-3, 74' Harry de Haas 2-4, 84' Robert Visser 3-4              |
| 11 augustus 2000 | Noordwijk – Excelsior           | 1 – 4 (0 – 2) | 7' David Connolly 0-1, 38' Chima Onyeike 0-2, 49' Sjaak Polak 0-3, 60' Chima Onyeike 0-4, 60' Rocky Pitti 1-4                                                                |
| 15 augustus 2000 | Excelsior Maassluis – Noordwijk | 1 – 4 (1 – 2) | 7' Jelle Korbee 0-1, 8' Robert Visser 1-1, 37' Jelle Korbee 1-2, 68' Jeroen Struijs 1-3, 90' Rocky Pitti 1-4                                                                 |
| 22 augustus 2000 | Tonegido – Excelsior            | 0 – 5 (0 – 2) | 15' David Connolly 0-1, 20' Geert den Ouden 0-2, 47' Raphael Supusepa 0-3, 57' Raphael Supusepa 0-4, 69' David Connolly 0-5                                                  |
| 30 augustus 2000 | Excelsior – Excelsior Maassluis | 5 – 2 (3 – 1) | 5' Alpha Turay 1-0, 11' Robert Visser 1-1, 23' Oscar Laguna Burgos (e.d.) 2-1, 28' Alpha Turay 3-1, 52' Michel Breuer (pen) 4-1, 84' Harold Loeve 4-2, 89' Chima Onyeike 5-2 |
| 30 augustus 2000 | Noordwijk – Tonegido            | 1 – 0 (0 – 0) | 63' Rocky Pitti 1-0 |

### Groep 3
| Datum            | Wedstrijd                           | Uitslag       | Scoreverloop |
| ---------------- | ----------------------------------- | ------------- | --- |
| 11 augustus 2000 | Rijnsburgse Boys – Sparta Rotterdam | 1 – 3 (1 – 1) | 27' Ali El Khattabi 0-1, 45' Martin den Haan 1-1, 79' Ali El Khattabi 1-2, 90' Ali El Khattabi 1-3 |
| 12 augustus 2000 | Nieuwenhoorn – Scheveningen         | 1 – 4 (0 – 0) | 60' Chris Meijburg 1-0, 65' Patrick Petrici 1-1, 67' Patrick Petrici 1-2, 72' Jeffrey Rutten 1-3, 88' Jeffrey Rutten (pen) 1-4 |
| 14 augustus 2000 | Sparta Rotterdam – Nieuwenhoorn     | 8 – 1 (2 – 1) | 13' John Lopes Cruz 0-1, 43' Ali El Khattabi 1-1, 45' Anders Nielsen 2-1, 69' Nourdin Boukhari 3-1, 77' Michel Langerak 4-1, 81' Nourdin Boukhari 5-1, 84' Michel Langerak 6-1, 86' Nourdin Boukhari 7-1, 88' Michel Langerak 8-1                                 |
| 15 augustus 2000 | Scheveningen – Rijnsburgse Boys     | 2 – 2 (1 – 2) | 7' Berry Charité 0-1, 19' Robbert Jansen 0-2, 21' Jeffrey Rutten 1-2, 68' Patrick Stapert 2-2 |
| 24 augustus 2000 | Nieuwenhoorn – Rijnsburgse Boys     | 2 – 9 (2 – 6) | 16' Léon Verhoeven 1-0, 18' Martin den Haan 1-1, 21' Berry Charité 1-2, 23' Reggie Martina 1-3, 31' Berry Charité 1-4, 36' Berry Charité 1-5, 40' Roy van Duppen 2-5, 41' Berry Charité 2-6, 57' Berry Charité 2-7, 66' Jimmy Simons 2-8, 73' Martin den Haan 2-9 |
| 24 augustus 2000 | Sparta Rotterdam – Scheveningen     | 8 – 0 (7 – 0) | 8' Bram Marbus 1-0, 18' Nourdin Boukhari 2-0, 25' Ali El Khattabi 3-0, 26' Nourdin Boukhari 4-0, 36' Ali El Khattabi 5-0, 40' Michel Langerak 6-0, 44' Michel Langerak 7-0, 85' Roy Stroeve 8-0                                                                   |

### Groep 4
| Datum            | Wedstrijd                    | Uitslag       | Scoreverloop |
| ---------------- | ---------------------------- | ------------- | --- |
| 11 augustus 2000 | ADO Den Haag – Katwijk       | 4 – 0 (3 – 0) | 12' Emiel van Eijkeren 1-0, 16' Leonardo da Silva Moura 2-0, 41' Ali Boussaboun 3-0, 88' Mark Noorlander 4-0                                               |
| 11 augustus 2000 | KBV – Dordrecht '90          | 1 – 3 (0 – 1) | 26' Mark de Vries 0-1, 51' Mark de Vries 0-2, 51' Carlos Mormon 1-2, 90' Michel van Zundert 1-3                                                            |
| 15 augustus 2000 | Dordrecht '90 – ADO Den Haag | 0 – 2 (0 – 1) | 17' Peter Maseland 0-1, 82' Leonardo da Silva Moura 0-2 |
| 15 augustus 2000 | Katwijk – KBV                | 2 – 1 (2 – 0) | 9' Barry Dubbeldeman 1-0, 27' Marco van der Plas 2-0, 77' Alex Weeling 2-1                                                                                 |
| 22 augustus 2000 | ADO Den Haag – KBV           | 2 – 1 (1 – 0) | 8' Mark Noorlander 1-0, 89' Alex Weeling 1-1, 90' Leonardo da Silva Moura 2-1                                                                              |
| 22 augustus 2000 | Dordrecht '90 – Katwijk      | 4 – 2 (3 – 2) | 3' Patrick Dubbeldeman (pen) 0-1, 14' Marco Boogers 1-1, 16' Marco Boogers 2-1, 18' Marco Boogers 3-1, 36' Marco de Ridder 3-2, 49' Michel van Zundert 4-2 |

### Groep 5
| Datum            | Wedstrijd                  | Uitslag       | Scoreverloop |
| ---------------- | -------------------------- | ------------- | --- |
| 11 augustus 2000 | RBC Roosendaal – Kloetinge | 8 – 0 (4 – 0) | 25' Remco Heerkens 1-0, 33' Damien Hertog 2-0, 40' Damien Hertog 3-0, 45' Remco Heerkens 4-0, 48' Rahamat Mustapha 5-0, 62' Damien Hertog 6-0, 82' Rahamat Mustapha 7-0, 89' Darl Douglas 8-0                                  |
| 12 augustus 2000 | SHO – PSV 2                | 1 – 3 (0 – 2) | 5' Robert Fuchs 0-1, 13' Johan Pater 0-2, 54' Patrick End 1-2, 69' Ovidiu Stîngă 1-3 |
| 17 augustus 2000 | Kloetinge – SHO            | 4 – 0 (2 – 0) | 13' Erik de Groene 1-0, 43' Alex Lourens 2-0, 77' Alex Lourens 3-0, 82' Jeffrey van de Velde (pen) 4-0 |
| 17 augustus 2000 | PSV 2 – RBC Roosendaal     | 1 – 0 (1 – 0) | 27' Johan Pater 1-0 |
| 23 augustus 2000 | Kloetinge – PSV 2          | 2 – 7 (2 – 5) | 4' Jeffrey van de Velde (pen) 1-0, 11' Kenneth Cicilia 1-1, 13' Kenneth Cicilia 1-2, 16' Léon Hese 1-3, 23' Wilco de Valk 2-3, 30' Edson Rolando 2-4, 41' Kenneth Cicilia 2-5, 54' Giorgi Gachokidze 2-6, 57' Jürgen Colin 2-7 |
| 23 augustus 2000 | SHO – RBC Roosendaal       | 1 – 0 (1 – 0) | 35' John Klippel 1-0 |

### Groep 6
| Datum             | Wedstrijd                     | Uitslag       | Scoreverloop |
| ----------------- | ----------------------------- | ------------- | --- |
| 10 augustus 2000  | ADO '20 – IJsselmeervogels    | 1 – 1 (0 – 0) | 64' Peter Zonneveld (pen) 1-0, 78' Raymond Graanoogst 1-1 |
| 11 augustus 2000  | FC Utrecht – Haarlem          | 4 – 0 (2 – 0) | 3' Dirk Kuijt 1-0, 42' Karim Touzani 2-0, 48' Stefaan Tanghe 3-0, 62' Stefaan Tanghe 4-0 |
| 23 augustus 2000  | FC Utrecht – ADO '20          | 3 – 0 (1 – 0) | 15' Reinier Robbemond 1-0, 62' Dave van den Bergh 2-0, 70' Marinus Dijkhuizen 3-0 |
| 23 augustus 2000  | IJsselmeervogels – Haarlem    | 1 – 4 (1 – 3) | 7' Richard Beekink 0-1, 17' Richard Beekink 0-2, 28' Theo de Graaf (e.d.) 0-3, 43' Melrik Beukers (pen) 1-3, 47' Richard Beekink 1-4 |
| 13 september 2000 | Haarlem – ADO '20             | 0 – 1 (0 – 0) | 66' Raymond Kolder 0-1 |
| 13 September 2000 | IJsselmeervogels – FC Utrecht | 1 – 8 (1 – 3) | 16' Stefaan Tanghe 0-1, 23' Stefaan Tanghe 0-2, 27' Raymond Graanoogst 1-2, 45' Dave van den Bergh 1-3, 55' Dave van den Bergh 1-4, 68' Dave van den Bergh (pen) 1-5, 72' Dave van den Bergh (pen) 1-6, 75' Reinier Robbemond 1-7, 81' Karim Touzani 1-8 |

### Groep 7
| Datum            | Wedstrijd              | Uitslag       | Scoreverloop |
| ---------------- | ---------------------- | ------------- | --- |
| 11 augustus 2000 | Capelle – Willem II    | 0 – 4 (0 – 3) | 12' Mariano Bombarda 0-1, 32' Youssef Mariana 0-2, 40' Tom Caluwé 0-3, 70' Marcel Valk 0-4 |
| 12 augustus 2000 | Huizen – Nijenrodes    | 1 – 0 (0 – 0) | 62' Lorenz Beukers 1-0 |
| 15 augustus 2000 | Huizen – Willem II     | 1 – 4 (1 – 1) | 22' Niels Gerestein 1-0, 43' Tarik Sektioui 1-1, 75' Ousmane Sanou 1-2, 78' Tarik Sektioui 1-3, 84' Dmitri Shoukov 1-4 |
| 15 augustus 2000 | Nijenrodes – Capelle   | 0 – 1 (0 – 0) | 70' Henk Roeland 0-1 |
| 23 augustus 2000 | Capelle – Huizen       | 0 – 1 (0 – 0) | 70' Michiel Kos 0-1 |
| 23 augustus 2000 | Nijenrodes – Willem II | 2 – 7 (1 – 2) | 20' Jatto Ceesay 0-1, 22' Ousmane Sanou 0-2, 26' Gert van Hanegem 1-2, 46' Jatto Ceesay 1-3, 56' Dennis Schulp 1-4, 68' Ousmane Sanou 1-5, 77' Frank Schuitemaker (pen) 2-5, 85' Tarik Sektioui 2-6, 90' Ousmane Sanou 2-7 |

### Groep 8
| Datum            | Wedstrijd                 | Uitslag       | Scoreverloop |
| ---------------- | ------------------------- | ------------- | --- |
| 11 augustus 2000 | Barendrecht – NAC         | 1 – 3 (1 – 1) | 5' Pieter Vermaas 1-0, 34' Glen Salmon 1-1, 47' Rob Penders 1-2, 73' Earnest Stewart 1-3 |
| 11 augustus 2000 | Baronie – Spijkenisse     | 6 – 3 (2 – 1) | 4' Wesley Berkhout 0-1, 9' Dennis Sep 1-1, 26' Patrick Jongerius (e.d.) 2-1, 46' Ramon de Rond 2-2, 51' Mark Santegoets 3-2, 73' Mark Santegoets 4-2, 77' Johan Gabriels 5-2, 89' Edson Jardin 5-3, 90' Mark Santegoets (pen) 6-3 |
| 15 augustus 2000 | NAC – Baronie             | 2 – 0 (1 – 0) | 44' Nebojša Gudelj (pen) 1-0, 64' Regillio Simons 2-0 |
| 15 augustus 2000 | Spijkenisse – Barendrecht | 1 – 2 (1 – 1) | 24' Peter van Velzen 0-1, 37' Richard de Lange 1-1, 72' Pieter Vermaas 1-2 |
| 22 augustus 2000 | Barendrecht – Baronie     | 1 – 1 (1 – 0) | 11' Joris Post 1-0, 87' Marc Santegoets 1-1 |
| 22 augustus 2000 | Spijkenisse – NAC         | 1 – 4 (0 – 4) | 1' Peter Thomson 0-1, 14' Cristiano Dos Santos Rodrigues 0-2, 38' Ferry van Vliet 0-3, 39' Ferry van Vliet 0-4, 58' Arno van der Horst 1-4                                                                                        |

1. ↑  Kort voor de rust bij de stand 1-0 gestaakt wegens het overlijden van een toeschouwer. De resterende tijd is uitgespeeld op 28 augustus.

### Groep 9
| Datum            | Wedstrijd                   | Uitslag       | Scoreverloop |
| ---------------- | --------------------------- | ------------- | --- |
| 11 augustus 2000 | ASWH – FC Den Bosch         | 0 – 5 (0 – 3) | 14' Peter Uneken 0-1, 27' Henk Vos 0-2, 33' Mourad Mghizrat 0-3, 53' Henk Vos 0-4, 73' Harry van der Laan 0-5                         |
| 11 augustus 2000 | SV TOP – OJC Rosmalen       | 2 – 0 (0 – 0) | 85' Husson 1-0, 88' Patrick van Zundert 2-0                                                                                           |
| 15 augustus 2000 | FC Den Bosch – SV TOP       | 4 – 1 (2 – 0) | 17' Mourad Mghizrat 1-0, 27' Harry van der Laan 2-0, 60' Harry van der Laan 3-0, 78' Bart van den Eede 4-0, 80' Rob van der Wijst 4-1 |
| 17 augustus 2000 | OJC Rosmalen – ASWH         | 2 – 1 (1 – 0) | 40' Erik Meulendijk 1-0, 82' Maarten van Gastelen 1-1, 88' Dion Willems 2-1                                                           |
| 24 augustus 2000 | ASWH – SV TOP               | 2 – 2 (0 – 0) | 55' Erik de Groot 0-1, 58' John Verbaan 1-1, 90' John Verbaan 2-1, 90' Erik de Groot 2-2                                              |
| 24 augustus 2000 | OJC Rosmalen – FC Den Bosch | 0 – 3 (0 – 0) | 61' Krzysztof Bociek 0-1, 66' Mourad Mghizrat 0-2, 90' Jan Michels 0-3                                                                |

### Groep 10
| Datum            | Wedstrijd                         | Uitslag       | Scoreverloop |
| ---------------- | --------------------------------- | ------------- | --- |
| 11 augustus 2000 | Helmond Sport – Achilles Veen     | 4 – 1 (4 – 0) | 17' Frank Weijers 1-0, 21' Frank Weijers 2-0, 25' Raoul Henar 3-0, 39' Frank Weijers 4-0, 79' Gila Idrissi 4-1                                               |
| 11 augustus 2000 | UDI '19/Beter Bed – Eindhoven     | 0 – 2 (0 – 0) | 47' Stanley MacDonald 0-1, 59' Bouarfa Yahiaoui 0-2 |
| 15 augustus 2000 | Achilles Veen – UDI '19/Beter Bed | 3 – 1 (2 – 1) | 4' Stefan Smits 0-1, 11' Richard van der Lee 1-1, 37' Vincent den Adel 2-1, 89' Gila Idrissi 3-1                                                             |
| 15 augustus 2000 | Eindhoven – Helmond Sport         | 1 – 1 (1 – 1) | 30' Roel Buikema 0-1, 36' Stanley MacDonald 1-1 |
| 30 augustus 2000 | Achilles Veen – Eindhoven         | 2 – 2 (1 – 1) | 13' Stanley MacDonald 0-1, 39' Vincent den Adel 1-1, 57' Vincent den Adel 2-1, 88' Ties Konings (pen) 2-2                                                    |
| 30 augustus 2000 | UDI '19/Beter Bed – Helmond Sport | 1 – 6 (0 – 3) | 2' Roel Buikema 0-1, 3' Ilja van Leerdam 0-2, 19' Raoul Henar 0-3, 48' Remco Evers 0-4, 57' Roel Buikema 0-5, 73' Ilja van Leerdam 0-6, 75' Hans Seykens 1-6 |

### Groep 11
| Datum            | Wedstrijd                         | Uitslag       | Scoreverloop |
| ---------------- | --------------------------------- | ------------- | --- |
| 11 augustus 2000 | Cambuur Leeuwarden – FC Omniworld | 1 – 1 (0 – 0) | 47' Jerry van Haagen 0-1, 81' Sandor van der Heide 1-1 |
| 11 augustus 2000 | Spakenburg – FC Volendam          | 1 – 4 (0 – 2) | 6' Yuri Rose 0-1, 13' Yuri Rose 0-2, 50' Yuri Rose 0-3, 58' Niels Kokmeijer 0-4, 90' Loscar Perez 1-4 |
| 15 augustus 2000 | FC Omniworld – Spakenburg         | 3 – 2 (1 – 1) | 32' Danny Mostaard 1-0, 38' Paul Lieftink 1-1, 63' Vural Karabulut 2-1, 80' Danny Mostaard 3-1, 82' Laurens Bianchi 3-2 |
| 15 augustus 2000 | FC Volendam – Cambuur Leeuwarden  | 1 – 3 (1 – 2) | 12' Hendrik van Beelen 0-1, 13' Yuri Rose (pen) 1-1, 16' Hendrik van Beelen 1-2, 70' Kenan Durmuşoğlu 1-3 |
| 30 augustus 2000 | FC Omniworld – FC Volendam        | 0 – 3 (0 – 1) | 6' Yuri Rose 0-1, 57' Yuri Rose 0-2, 75' Ibrahim Babangida 0-3 |
| 30 augustus 2000 | Spakenburg – Cambuur Leeuwarden   | 2 – 8 (0 – 4) | 26' Mischa Rook 0-1, 28' Jan Bruin 0-2, 36' Kenan Durmuşoğlu 0-3, 41' Jan Bruin 0-4, 46' Kenneth Goudmijn 0-5, 52' Kenneth Goudmijn 0-6, 61' Noureddine Kaddour 1-6, 69' Maickel Ferrier 1-7 81' Noureddine Kaddour 2-7, 87' Meindert Postma 2-8 |

### Groep 12
| Datum             | Wedstrijd                | Uitslag       | Scoreverloop |
| ----------------- | ------------------------ | ------------- | --- |
| 8 augustus 2000   | FC Zwolle – FC Utrecht 2 | 3 – 3 (0 – 0) | 47' Arne Slot 1-0, 54' Martijn Abbenhues 2-0, 56' Mounir L’Fathi 2-1, 65' Arne Slot 3-1, 90' Tom van Mol 3-2, 90' Brayton Biekman 3-3                                                                                             |
| 11 augustus 2000  | Hollandia – WHC          | 4 – 0 (4 – 0) | 7' Jacco Rijkhoff 1-0, 23' Ricardo Appelman 2-0, 32' Bart Rijkhoff 3-0, 40' Joep Groen 4-0 |
| 15 augustus 2000  | WHC – FC Zwolle          | 0 – 9 (0 – 5) | 6' Dominggus Lim-Duan 0-1, 16' Martijn Abbenhues 0-2, 27' Arne Slot 0-3, 33' Martijn Abbenhues 0-4, 43' Helmig van Ommen (e.d.) 0-5, 54' Henk van Steeg 0-6, 77' Martijn Abbenhues 0-7, 85' Robert Wijnands 0-8, 88' Nick Kok 0-9 |
| 16 augustus 2000  | FC Utrecht 2 – Hollandia | 3 – 2 (2 – 0) | 30' Mounir L'Fathi 1-0, 36' Donny de Groot 2-0, 52' Jacco Rijkhoff 2-1, 84' Jacco Rijkhoff 2-2, 90' Nino Furfaro 3-2 |
| 12 september 2000 | Hollandia – FC Zwolle    | 0 – 0         | |
| 12 september 2000 | WHC – FC Utrecht 2       | 0 – 6 (0 – 3) | 26' Tom van Mol 0-1, 39' Tom van Mol 0-2, 40' Dennis van den Berg 0-3, 53' Mounir L'Fathi 0-4, 54' Brayton Biekman 0-5, 56' Leon Kantelberg 0-6                                                                                   |

### Groep 13
| Datum            | Wedstrijd                      | Uitslag       | Scoreverloop |
| ---------------- | ------------------------------ | ------------- | --- |
| 11 augustus 2000 | Heracles Almelo – Quick '20    | 8 – 2 (5 – 1) | 9' Rik Platvoet 1-0, 10' Daniel Embers 1-1, 12' Job ten Thije 2-1, 26' Rik Platvoet 3-1, 36' Rik Platvoet 4-1, 38' Edwin Godee (pen) 5-1, 64' Mark Kemna 5-2, 74' Tom Nieboer 6-2, 82' Kåre Becker 7-2, 86' Edwin Godee 8-2 |
| 12 augustus 2000 | Be Quick '28 – Urk             | 2 – 2 (0 – 0) | 54' Arie Smit 1-0, 60' Arie Smit 2-0, 77' Jacob Tol 2-1, 90' Jacob Tol 2-2 |
| 15 augustus 2000 | Quick '20 – Be Quick '28       | 1 – 2 (0 – 1) | 30' Arie Smit 0-1, 53' Ralph ter Beek 1-1, 54' Duncan van Moll 1-2 |
| 15 augustus 2000 | Urk – Heracles Almelo          | 1 – 1 (0 – 0) | 57' Wiljan Visser 1-0, 71' Kåre Becker 1-1 |
| 22 augustus 2000 | Be Quick '28 – Heracles Almelo | 0 – 0         | |
| 22 augustus 2000 | Quick '20 – Urk                | 0 – 4 (0 – 2) | 29' Klaas Wakker 0-1, 39' Jacob Tol 0-2, 47' Klaas Wakker 0-3, 62' Pieter Ras 0-4 |

### Groep 14
| Datum             | Wedstrijd             | Uitslag        | Scoreverloop |
| ----------------- | --------------------- | -------------- | --- |
| 11 augustus 2000  | N.E.C. – De Treffers  | 2 – 1 (0 – 1)  | 32' Marino Pusic 0-1, 70' Gorgi Hristov 1-1, 90' Peter Wisgerhof 2-1 |
| 12 augustus 2000  | GVVV – TOP Oss        | 1 – 14 (1 – 9) | 3' Edwin de Wijs 0-1, 12' Huub Loeffen 0-2, 14' Huub Loeffen 0-3, 21' Johan de Man 1-3, 24' Marc Peters 1-4, 29' Stefan Jansen 1-5, 32' Huub Loeffen 1-6, 35' Stefan Jansen 1-7, 40' Bas van Deinsen 1-8, 42' Stefan Hansen 1-9, 50' Huub Loeffen 1-10, 66' Martin Cruijff 1-11, 69' Stefan Jansen 1-12, 80' Stefan Jansen 1-13, 88' Edwin de Wijs 1-14 |
| 30 augustus 2000  | GVVV – N.E.C.         | 0 – 3 (0 – 2)  | 30' Mike Zonneveld 0-1, 32' Jack de Gier 0-2, 56' Danny Hesp 0-3 |
| 30 augustus 2000  | De Treffers – TOP Oss | 1 – 5 (0 – 1)  | 42' Huub Loeffen 0-1, 58' Dirk Heesen 0-2, 67' Ali Rassa 1-2, 85' Fachry Tuasamu 1-3, 88' Marc Peters 1-4, 90' Marc Peters 1-5 |
| 13 september 2000 | TOP Oss – N.E.C.      | 0 – 1 (0 – 1)  | 20' Jack de Gier 0-1 |
| 13 september 2000 | De Treffers – GVVV    | 3 – 0 (1 – 0)  | 30' Ali Rassa 1-0, 49' Ozan Koçer 2-0, 75' Rob van Raay 3-0 |

### Groep 15
| Datum            | Wedstrijd                     | Uitslag       | Scoreverloop |
| ---------------- | ----------------------------- | ------------- | --- |
| 11 augustus 2000 | Geldrop/VDD – Fortuna Sittard | 0 – 2 (0 – 2) | 10' Rolf Landerl 0-1, 30' Ruud Kool 0-2                                                                               |
| 22 augustus 2000 | Gemert – Geldrop/VDD          | 2 – 3 (2 – 1) | 10' Anthony Geurts 1-0, 20' Schepers 2-0, 44' Niels de Klerk 2-1, 76' Mohamed Idrissi 2-2, 86' Lennart Nederkoorn 2-3 |
| 29 augustus 2000 | Fortuna Sittard – Gemert      | 3 – 2 (1 – 1) | 22' Robert Roest 1-0, 38' Anthony Geurts 1-1, 77' Ronald Hamming 2-1, 85' Ronald Hamming 3-1, 90' Luuk Verkuijlen 3-2 |

### Groep 16
| Datum            | Wedstrijd                 | Uitslag       | Scoreverloop |
| ---------------- | ------------------------- | ------------- | --- |
| 8 augustus 2000  | BV Veendam – ACV          | 8 – 1 (3 – 0) | 8' Theo ten Caat 1-0, 18' Arjan Blaauw 2-0, 38' Ivan Cvetkov 3-0, 49' Ivan Cvetkov 4-0, 53' Ivan Cvetkov 5-0, 67' Arjan Blaauw 6-0, 71' Patrick Hobbelen 7-0, 80' Rolf de Boer 7-1, 85' Ivan Cvetkov 8-1             |
| 11 augustus 2000 | Appingedam – FC Groningen | 1 – 8 (0 – 2) | 19' Hugo Alves Velame 0-1, 32' Tony Alberda 0-2, 46' Hugo Alves Velame 0-3, 55' Dominique van Dijk 0-4, 74' Bart Vonk 1-4, 77' Hans Visser 1-5, 82' Hans Visser 1-6, 84' Martin Drent 1-7, 86' Hugo Alves Velame 1-8 |
| 15 augustus 2000 | FC Groningen – BV Veendam | 1 – 0 (1 – 0) | 32' Magnus Johansson 1-0 |
| 17 augustus 2000 | ACV – Appingedam          | 1 – 3 (0 – 0) | 52' Harm Drenth 0-1, 62' Bart Vonk 0-2,65' Jarno Rötgers (pen) 1-2, 90' Mark Sanders 1-3 |
| 29 augustus 2000 | ACV – FC Groningen        | 1 – 4 (0 – 0) | 50' Rolf de Boer 1-0, 53' Martin Drent 1-1, 62' Martin Drent 1-2, 72' Dejan Čurović (pen) 1-3, 90' Hans Visser 1-4                                                                                                   |
| 29 augustus 2000 | Appingedam – BV Veendam   | 0 – 3 (0 – 0) | 59' Marnix Kolder 0-1, 65' Ivan Cvetkov 0-2, 69' Ivan Cvetkov 0-3 |

### Groep 17
| Datum            | Wedstrijd                    | Uitslag       | Scoreverloop |
| ---------------- | ---------------------------- | ------------- | --- |
| 12 augustus 2000 | Achilles '94 – Sneek         | 2 – 0 (0 – 0) | 77' Gerald Kreuze 1-0, 84' Arafath Heuvel 2-0                                                                                      |
| 12 augustus 2000 | Emmen – SC Genemuiden        | 3 – 2 (2 – 2) | 3' André de Boer (p) 0-1, 8' Gerard Kocks (pen) 1-1, 22' Pascal Cohen 1-2, 43' Peter Hofstede 2-2, 87' Pascal de Vries 3-2         |
| 16 augustus 2000 | SC Genemuiden – Achilles '94 | 1 – 3 (0 – 3) | 20' Bart van der Meulen 0-1, 21' Herman Scherpen 0-2, 45' Herman Scherpen 0-3, 74' Henry Lindeboom 1-3                             |
| 16 augustus 2000 | Sneek – Emmen                | 1 – 5 (0 – 2) | 13' Markus Kranz 0-1, 36' Rudy Witvoet 0-2, 46' Bert Zuurman 0-3, 62' Marcel Keizer 0-4, 67' Gerard Kocks 0-5, 82' Per Kampman 1-5 |
| 30 augustus 2000 | Achilles '94 – Emmen         | 0 – 1 (0 – 0) | 62' Michel van Oostrum 0-1 |
| 30 augustus 2000 | SC Genemuiden – Sneek        | 0 – 2 (0 – 2) | 13' André Semplonius 0-1, 27' Per Kampman 0-2                                                                                      |

### Groep 18
| Datum             | Wedstrijd                   | Uitslag       | Scoreverloop |
| ----------------- | --------------------------- | ------------- | --- |
| 8 augustus 2000   | Babberich – FC Twente       | 0 – 3 (0 – 2) | 14' Chris De Witte 0-1, 31' Chris De Witte 0-2, 76' Tom van der Leegte 0-3 |
| 12 augustus 2000  | Go Ahead Eagles – VVOG      | 3 – 0 (2 – 0) | 43' Hans van Arum 1-0, 44' Hans van Arum (pen) 2-0, 51' Hans van Arum (pen) 3-0 |
| 23 augustus 2000  | Babberich – Go Ahead Eagles | 0 – 2 (0 – 1) | 7' Wouter van der Ent 0-1, 78' Hubert Dijk 0-2 |
| 23 augustus 2000  | VVOG – FC Twente            | 1 – 6 (0 – 2) | 6' Kurt Van De Paar 0-1, 10' Chris De Witte 0-2, 56' Jan Vennegoor of Hesselink 0-3, 60' Jan Vennegoor of Hesselink 0-4, 68' Erik ten Hag 0-5, 70' Jan Vennegoor of Hesselink 0-6, 75' Edwin van Egteren 1-6 |
| 29 augustus 2000  | VVOG – Babberich            | 1 – 2 (1 – 0) | 9' Marijn Zegers 1-0, 90' Bas Leferink 1-1, 90' Stefan Jansen 1-2 |
| 13 september 2000 | FC Twente – Go Ahead Eagles | 2 – 2 (2 – 1) | 15' Scott Booth 1-0, 22' Thijs Houwing 2-0, 43' Dick Kooijman 2-1, 65' Hubert Dijk 2-2 |

### Groep 19
| Datum            | Wedstrijd                 | Uitslag       | Scoreverloop |
| ---------------- | ------------------------- | ------------- | --- |
| 10 augustus 2000 | Bennekom – De Graafschap  | 1 – 2 (0 – 1) | 7' Marino Promes 0-1, 68' Dennis van Meegdenburg (p) 1-1, 90' Martijn Meerdink 1-2                                                          |
| 11 augustus 2000 | HSC '21 – Elinkwijk       | 1 – 1 (1 – 0) | 43' Erwin Looms 1-0, 75' Denny Purkovic 1-1                                                                                                 |
| 15 augustus 2000 | Elinkwijk – Bennekom      | 5 – 1 (2 – 1) | 10' Denny Purkovic 1-0, 40' Stef van Meerveld 1-1, 45' Harry Buur 2-1, 64' Harry Buur 3-1, 70' Dennis van der Steen 4-1, 90' Rob Koppen 5-1 |
| 15 augustus 2000 | De Graafschap – HSC '21   | 3 – 2 (3 – 2) | 1' Marino Promes 1-0, 11' Dennis den Turk 2-0, 14' Rody Turpijn 3-0, 20' Dennis Sep 3-1, 26' Erwin Looms 3-2                                |
| 22 augustus 2000 | Bennekom – HSC '21        | 3 – 2 (0 – 0) | 47' Michael Brussen 1-0, 79' Michael Brussen 2-0, 87' Matthijs Coppers 3-0, 89' Michel Steggink 3-1, 90' Erwin Nijhuis 3-2                  |
| 22 augustus 2000 | Elinkwijk – De Graafschap | 0 – 3 (0 – 3) | 23' Zico Tumba 0-1, 32' Martijn Meerdink 0-2, 37' Martijn Meerdink 0-3                                                                      |

### Groep 20
| Datum            | Wedstrijd             | Uitslag       | Scoreverloop |
| ---------------- | --------------------- | ------------- | --- |
| 11 augustus 2000 | VVV – EHC/Norad       | 2 – 0 (1 – 0) | 20' Niki Leferink 1-0, 87' Maurice Graef 2-0                                                                                |
| 12 augustus 2000 | Panningen – MVV       | 0 – 4 (0 – 3) | 6' Bobby Kociski 0-1, 19' Bobby Kociski 0-2, 44' Dave Hollanders 0-3, 67' Wasiu Taiwo (pen) 0-4                             |
| 15 augustus 2000 | MVV – VVV             | 0 – 1 (0 – 0) | 75' Niki Leferink 0-1 |
| 16 augustus 2000 | EHC/Norad – Panningen | 1 – 4 (1 – 0) | (18) Maurice Ubags 1-0, 55' Pieter de Vries 1-1, 67' Leon Honings 1-2, 79' Jarno van Esseveldt 1-3, 83' Pieter de Vries 1-4 |
| 22 augustus 2000 | EHC/Norad – MVV       | 0 – 2 (0 – 1) | 23' Michel Vonk 0-1, 82' Wasiu Taiwo 0-2                                                                                    |
| 22 augustus 2000 | Panningen – VVV       | 0 – 2 (0 – 1) | 13' Rob Zegers 0-1, 64' Niki Leferink 0-2                                                                                   |

## Knock-outfase

### 2e ronde
Aan de eerste ronde namen veertig ploegen deel. 39 daarvan hadden zich geplaatst via de groepswedstrijden. RKC was daarvoor vrijgesteld en mocht in de deze ronde instromen.
Achilles '94 was de enige amateurclub die zich wist te plaatsen voor de tweede ronde, door een 2-1-winst tegen FC Utrecht 2. Vier eredivisieclubs werden uitgeschakeld door teams uit de eerste divisie; Willem II werd verslagen door Eindhoven, RKC door Heracles Almelo, De Graafschap door MVV en RBC Roosendaal door FC Den Bosch. Eredivisieploegen AZ, FC Twente en Fortuna Sittard boekten zeer nipte zeges op de amateurs van respectievelijk Rijnsburgse Boys, Elinkwijk en Ter Leede. Het tweede elftal van PSV bekerde door na winst op Dordrecht'90.
FC Utrecht kende weinig problemen. Het won met dubbele cijfers (10-0) van Veendam.
| Datum             | Wedstrijd                      | Uitslag                      | Scoreverloop |
| ----------------- | ------------------------------ | ---------------------------- | --- |
| 20 september 2000 | ADO '20 – Cambuur Leeuwarden   | 1 – 2 (0 – 0)                | 53' Johan Abma (pen) 0-1, 77' Kenneth Goudmijn 0-2, 83' Martijn Gootjes 1-2 |
| 20 september 2000 | AZ – Rijnsburgse Boys          | 3 – 2 (0 – 0)                | 72' Berry Charité 0-1, 77' Jimmy Simons 0-2, 78' Robin Nelisse (pen) 1-2, 87' Barry van Galen 2-2, 90' Jamal Dibi 3-2 |
| 20 september 2000 | Baronie – NAC                  | 0 – 6 (0 – 1)                | 40' Regillio Simons 0-1, 51' Earnest Stewart 0-2, 65' Regillio Simons 0-3, 67' Sergio Pacheco de Oliveira 0-4, 89' Cristiano Dos Santos Rodrigues 0-5, 90' Maurice Steijn 0-6                                                                                     |
| 20 september 2000 | Huizen – FC Groningen          | 1 – 4 (0 – 3)                | 25' Hans Visser 0-1, 32' Leonardo dos Santos Silva 0-2, 36' Mustapha El Idrissi 0-3, 66' Marc Kroeze 1-3, 90' Mark van der Hor 1-4 |
| 20 september 2000 | Noordwijk – N.E.C.             | 1 – 2 (0 – 1)                | 8' Jack de Gier 0-1, 66' Patrick Ax 0-2, 83' Bart van Nierop 1-2 |
| 20 september 2000 | Ter Leede – Fortuna Sittard    | 1 – 2 n.s.d. (1 – 1) (1 – 0) | 42' Pim Langeveld 1-0, 52' Joos van Barneveld 1-1, 99' Ruud Kool 1-2 |
| 20 september 2000 | Urk – Helmond Sport            | 2 – 3 n.s.d. (2 – 2) (1 – 1) | 14' Frank Weijers 0-1, 33' Tijmen de Boer 1-1, 54' Jan Kramer 2-1, 61' Roel Buikema 2-2, Jurgen Streppel 3-2 |
| 20 september 2000 | Willem II – Eindhoven          | 1 – 2 (0 – 1)                | 27' Ties Konings 0-1, 54' Bouarfa Yahiaoui 0-2, 70' Dmitri Shoukov 1-2 |
| 21 september 2000 | Achilles '94 – FC Utrecht 2    | 2 – 1 (1 – 1)                | 36' Gerald Kreuze 1-0, 42' Leon Kantelberg 1-1, 90' Bart van der Meulen 2-1 |
| 21 september 2000 | ADO Den Haag – FC Zwolle       | 1 – 3 (0 – 2)                | 17' Marco Roelofsen 0-1, 34' Remco Schol 0-2, 54' Marco Roelofsen 0-3, 60' Leonardo da Silva Moura (pen) 1-3 |
| 21 september 2000 | Dordrecht '90 – PSV 2          | 1 – 4 (0 – 0)                | 49' Dennis van der Pennen 1-0, 54' Kasper Bøgelund 1-1, 58' Tomasz (Tomek) Iwan 1-2, 69' Giorgi Gachokidze 1-3, 84' Ovidiu Stîngă (pen) 1-4 |
| 21 september 2000 | Elinkwijk – FC Twente          | 2 – 3 n.s.d. (2 – 2) (2 – 1) | 19' Scott Booth 0-1, 34' Peter de Wit 1-1, 37' Rob Koppen 2-1, 90' Scott Booth 2-2, 97' Kurt Van De Paar 2-3 |
| 21 september 2000 | Emmen – TOP Oss                | 3 – 3 n.v. (3 – 3) (2 – 2)   | 32' Danny Guijt 0-1, 33' Frank van Roosmalen 0-2, 41' Berry Hoogeveen 1-2, 45' Peter Hofstede 2-2, 56' Marc Peters 2-3, 62' Michel van Oostrum 3-3 TOP Oss wint na strafschoppen                                                                                  |
| 21 september 2000 | Go Ahead Eagles – Excelsior    | 1 – 5 (1 – 0)                | 9' Marcel Muhlack 1-0, 54' Thomas Buffel 1-1, 56' Geert den Ouden 1-2, 63' Geert den Ouden 1-3, 78' Sjaak Polak 1-4, 89' Chima Onyeike 1-5 |
| 21 september 2000 | RKC Waalwijk – Heracles Almelo | 0 – 2 (0 – 1)                | 44' Dennis van Dijk 0-1, 68' Dennis van Dijk 0-2 |
| 21 september 2000 | SV TOP – VVV                   | 0 – 0 n.v.                   | VVV wint na strafschoppen |
| 21 september 2000 | FC Utrecht – BV Veendam        | 10 – 0 (6 – 0)               | 18' Dave van den Bergh 1-0, 32' Karim Touzani 2-0, 35' Stefaan Tanghe 3-0, 40' Dave van den Bergh (pen) 4-0, 42' Ties Heldens (e.d.) 5-0, 45' Dirk Kuijt 6-0, 66' Etienne Shew-Atjon 7-0, 74' Igor Gluščević 8-0, 77' Stefaan Tanghe 9-0, 90' Igor Gluščević 10-0 |
| 23 september 2000 | Sparta Rotterdam – FC Volendam | 3 – 1 (2 – 1)                | 25' Yuri Rose 0-1, 34' Ali El Khattabi 1-1, 40' Michel Langerak 2-1, 85' Bram Marbus 3-1 |
| 4 oktober 2000    | De Graafschap – MVV            | 1 – 2 (0 – 0)                | 85' Robert van der Weert 0-1, 88' Emerson Luiz Firmino 0-2, 90' Eric Viscaal 1-2 |
| 18 oktober 2000   | FC Den Bosch – RBC Roosendaal  | 3 – 2 (2 – 1)                | 32' Mourad Mghizrat 1-0, 37' Henk Vos 1-1, 44'Patrick Deckers 2-1, 80' Martijn van Galen 2-2, 85' Fred van der Hoorn 3-2 |

### 3e ronde
Aan de tweede ronde namen twintig ploegen deel, die zich hadden geplaatst na winst in de eerste ronde.
Achilles '94, de laatste amateurclub in de strijd, werd door een 6-1-nederlaag uitgeschakeld door FC Twente. PSV 2 verloor tegen Excelsior. Behalve Excelsior wisten nog vier Eerste divisieclubs de derde ronde te halen: FC Den Bosch, FC Zwolle, VVV en Heracles Almelo. Eredivisieteams FC Groningen, NAC en Sparta Rotterdam werden uitgeschakeld.
| Datum            | Wedstrijd                            | Uitslag       | Scoreverloop |
| ---------------- | ------------------------------------ | ------------- | --- |
| 19 oktober 2000  | Fortuna Sittard – FC Groningen       | 4 – 0 (2 – 0) | 7' Ruud Kool 1-0, 44' Joost Volmer 2-0, 67' Pascal Averdijk 3-0, 72' Rolf Landerl 4-0 |
| 19 oktober 2000  | Helmond Sport – AZ                   | 1 – 3 (0 – 1) | 43' Barry van Galen 0-1, 73' Max Huiberts 0-2, 80' Raoul Henar (pen) 1-2, 88' Jamal Dibi 1-3 |
| 19 oktober 2000  | MVV – FC Utrecht                     | 0 – 3 (0 – 0) | 55' Dirk Kuijt 0-1, 67' Stefaan Tanghe 0-2, 77' Igor Gluščević 0-3 |
| 19 oktober 2000  | PSV 2 – Excelsior                    | 0 – 1 (0 – 0) | 55' Geert den Ouden 0-1 |
| 19 oktober 2000  | FC Zwolle – NAC                      | 3 – 1 (2 – 0) | 5' Arjan Bosschaart 1-0, 14' Arjan Bosschaart 2-0, 51' Arjan Bosschaart 3-0, 85' Rob Penders 3-1 |
| 31 oktober 2000  | Heracles Almelo – Cambuur Leeuwarden | 3 – 2 (3 – 0) | 33' Rik Platvoet 1-0, 36' Dennis te Braak 2-0, 38' Kåre Becker 3-0, 58' Rudy Mann 3-1, 70' Kenneth Goudmijn 3-2                                                                                                 |
| 31 oktober 2000  | VVV – TOP Oss                        | 3 – 2 (1 – 0) | 7' Jan van Raalte 1-0, 53' Chima Onyeike 2-0, 62' Marc Peters 2-1, 64' Bas van Deinsen 2-2, 76' Chima Onyeike (pen) 3-2                                                                                         |
| 7 november 2000  | Eindhoven – FC Den Bosch             | 0 – 4 (0 – 2) | 6' Bart van den Eede 0-1, 45' Jan Michels 0-2, 60' Fred van der Hoorn 0-3, 82' Jan Michels 0-4 |
| 16 november 2000 | N.E.C. – Sparta Rotterdam            | 3 – 1 (2 – 1) | 7' Mike Zonneveld 1-0, 8' Patrick Ax 2-0, 24' Michel Langerak 2-1, 89' Gorgi Hristov 3-1 |
| 23 januari 2001  | Achilles '94 – FC Twente             | 1 – 6 (0 – 3) | 3' Harold Wekema (e.d.) 0-1, 9' Scott Booth 0-2, 27' Jan Vennegoor of Hesselink 0-3, 58' Arafath Heuvel 1-3, 76' Jan Vennegoor of Hesselink 1-4, 89' Ellery Cairo 1-5, 90' Jan Vennegoor of Hesselink (pen) 1-6 |

### 1/8 finales
Aan de derde ronde (ook wel achtste finales genoemd) namen zestien ploegen deel. Tien hadden zich geplaatst na winst in de tweede ronde. De overige zes waren door de KNVB in verband met Europa Cup-verplichtingen vrijgesteld voor de groepsfase en de eerste twee ronden.
Ajax was door een verlies in eigen huis tegen Vitesse na één wedstrijd reeds uitgespeeld. Van de vijf teams uit de Eerste divisie die nog in de strijd waren, wist enkel FC Zwolle zich te plaatsen voor de volgende ronde, door een 5-1-zege op Heracles Almelo. PSV had weinig moeite met provinciegenoot FC Den Bosch en won mede dankzij drie treffers van Mateja Kežman met 4-1.
| Datum           | Wedstrijd                   | Uitslag                      | Scoreverloop |
| --------------- | --------------------------- | ---------------------------- | --- |
| 24 januari 2001 | PSV – FC Den Bosch          | 4 – 1 (1 – 0)                | 39' Mateja Kežman 1-0, 52' Mateja Kežman 2-0, 59' Mateja Kežman 3-0, 68' Arnold Bruggink 4-0, 88' Mourad Mghizrat 4-1                                       |
| 25 januari 2001 | N.E.C. – Feyenoord          | 1 – 2 (0 – 1)                | 5' Dennis Schulp 1-0, 8' Bonaventure Kalou 1-1, 80' Bonaventure Kalou 1-2                                                                                   |
| 26 januari 2001 | Ajax – Vitesse              | 1 – 2 n.s.d. (1 – 1) (1 – 0) | 20' Tomáš Galásek 1-0, 84' Matthew Amoah 1-1, 98' Gert Claessens 1-2                                                                                        |
| 26 januari 2001 | Excelsior – AZ              | 1 – 3 (0 – 0)                | 52' Barry van Galen 0-1, 59' John Bosman 0-2, 75' Sjaak Polak 1-2, 90' Barry van Galen 1-3                                                                  |
| 26 januari 2001 | Roda JC – FC Utrecht        | 2 – 0 (2 – 0)                | 3' Gábor Torma 1-0, 45' Yannis Anastasiou 2-0 |
| 27 januari 2001 | Fortuna Sittard – FC Twente | 1 – 2 (1 – 1)                | 9' Thijs Houwing 0-1, 29' Nenad Bjeković 1-1, 47' Scott Booth 1-2                                                                                           |
| 27 januari 2001 | Heracles Almelo – FC Zwolle | 1 – 5 (1 – 2)                | 3' Dennis te Braak 1-0, 26' Arjan Bosschaart 1-1, 38' Arjan Bosschaart 1-2, 56' Richard Roelofsen 1-3, 68' John den Dunnen 1-4, 76' Claus Boekweg (pen) 1-5 |
| 27 januari 2001 | VVV – sc Heerenveen         | 0 – 1 (0 – 0)                | 78' Mika Nurmela 0-1 |

### Kwartfinales
Aan de kwartfinale namen acht ploegen deel. Deze hadden zich geplaatst door winst in de derde ronde.
FC Zwolle was de laatste actieve club uit de Eerste divisie. De ploeg werd met 4-3 uitgeschakeld door FC Twente. Ook voor Feyenoord viel het doek in de kwartfinale. sc Heerenveen was met 4-3 te sterk. PSV en Vitesse bekerden door respectievelijk Roda JC en AZ te verslaan.
| Datum           | Wedstrijd                 | Uitslag       | Scoreverloop |
| --------------- | ------------------------- | ------------- | --- |
| 7 februari 2001 | Roda JC – PSV             | 0 – 2 (0 – 0) | 47' Dennis Rommedahl 0-1, 71' Arnold Bruggink 0-2 |
| 7 februari 2001 | Vitesse – AZ              | 2 – 1 (2 – 0) | 16' Mamadou Zongo 1-0, 38' Victor Sikora 2-0, 54' Kenneth Pérez 2-1 |
| 7 februari 2001 | FC Zwolle – FC Twente     | 3 – 4 (2 – 3) | 1' John den Dunnen 1-0, 5' Jan Vennegoor of Hesselink 1-1, 24' Jeroen Heubach (e.d.) 2-1, 27' Arjan van der Laan 2-2, 39' Scott Booth 2-3, 76' Jan Vennegoor of Hesselink 2-4, 84' Martijn Abbenhues 3-4 |
| 14 maart 2001   | sc Heerenveen – Feyenoord | 4 – 3 (3 – 2) | 6' Anthony Lurling 1-0, 14' Jon Dahl Tomasson 1-1, 29' Paul Bosvelt 1-2, 37' Marcus Allbäck 2-2, 45' Anthony Lurling 3-2, 81' Daniel Jensen 4-2, 90' Arco Jochemsen 4-3                                  |

### Halve finales
Aan de halve finale namen vier ploegen deel. Deze hadden zich geplaatst door winst in de kwartfinale.
PSV had het moeilijk tegen sc Heerenveen, maar waar de Friese club de kansen miste had de Brabantse club de beschikking over Ruud van Nistelrooy, die twee doelpunten maakte. Vitesse en FC Twente kwamen ondanks een spannende onderlinge strijd niet tot scoren. In de strafschoppenserie was Twente echter de betere: 4-3. Marc van Hintum miste voor Vitesse de laatste strafschop, terwijl Jan Vennegoor of Hesselink wel raak schoot.
| Datum         | Wedstrijd           | Uitslag       | Scoreverloop                                                                                          |
| ------------- | ------------------- | ------------- | --- |
| 11 april 2001 | sc Heerenveen – PSV | 1 – 3 (0 – 1) | 43' Ruud van Nistelrooy 0-1, 54' Adil Ramzi 0-2, 81' Anthony Lurling 1-2, 82' Ruud van Nistelrooy 1-3 |
| 12 april 2001 | Vitesse – FC Twente | 0 – 0 n.v.    | FC Twente wint na strafschoppen                                                                       |

### Finale
De finale vond plaats op Hemelvaartsdag 2001. In de reguliere speeltijd en de verlenging werd niet gescoord, waarna strafschoppen de beslissing moesten brengen. PSV liep in de penaltyreeks snel uit naar 3-1, doordat Jan Vennegoor of Hesselink en Jeroen Heubach niet wisten te scoren.
Vervolgens eiste de Twentse doelverdediger Sander Boschker de hoofdrol op. Hij stopte achter elkaar strafschoppen van PSV-ers John de Jong, Ronald Waterreus en Joonas Kolkka, terwijl Twente-spelers André Karnebeek, Sjaak Polak en Dennis Hulshoff wel raak schoten. FC Twente was hierdoor voor de tweede keer in de clubhistorie bekerwinnaar.

#### Wedstrijd
|                               |                                                                                               |              |                                                                                                   |                                                                         |
| 24 mei 2001 Finale KNVB Beker | PSV                                                                                           | 0 – 0 (n.v.) | FC Twente                                                                                         | De Kuip, Rotterdam Toeschouwers: 45.000 Scheidsrechter: Herman van Dijk |
| 24 mei 2001 Finale KNVB Beker |                                                                                               |              |                                                                                                   | De Kuip, Rotterdam Toeschouwers: 45.000 Scheidsrechter: Herman van Dijk |
| 24 mei 2001 Finale KNVB Beker | Strafschoppen                                                                                 |              |                                                                                                   | De Kuip, Rotterdam Toeschouwers: 45.000 Scheidsrechter: Herman van Dijk |
| 24 mei 2001 Finale KNVB Beker | Kevin Hofland Ruud van Nistelrooy Mark van Bommel John de Jong Ronald Waterreus Joonas Kolkka | 3 – 4        | Jan Vennegoor of Hesselink Scott Booth Jeroen Heubach André Karnebeek Sjaak Polak Dennis Hulshoff | De Kuip, Rotterdam Toeschouwers: 45.000 Scheidsrechter: Herman van Dijk |

| PSV | Twente |

| PSV:           |    |                     |      |
|                |    |                     |      |
| GK             | 23 | Ronald Waterreus    |      |
| RB             | 4  | Ernest Faber        |      |
| CB             | 29 | Kevin Hofland       |      |
| CB             | 21 | Joeri Nikiforov     |      |
| LB             | 22 | Wilfred Bouma       | 101' |
| RM             | 19 | Dennis Rommedahl    |      |
| CM             | 14 | Johann Vogel        |      |
| CM             | 6  | Mark van Bommel     |      |
| LM             | 10 | Arnold Bruggink     | 70'  |
| CF             | 8  | Ruud van Nistelrooy |      |
| CF             | 9  | Mateja Kežman       | 70'  |
| Wisselspelers: |    |                     |      |
| MF             | 15 | John de Jong        | 70'  |
| FW             | 11 | Joonas Kolkka       | 70'  |
| DF             | 5  | Jan Heintze         | 101' |
| Coach:         |    |                     |      |
| Eric Gerets    |    |                     |      |

| FC Twente:     |    |                            |      |
|                |    |                            |      |
| GK             | 1  | Sander Boschker            |      |
| RB             | 2  | Dennis Hulshoff            |      |
| CB             | 3  | Spira Grujić               |      |
| CB             | 5  | Patrick Pothuizen          | 95'  |
| LB             | 21 | Sjaak Polak                |      |
| CM             | 10 | Arjan van der Laan         |      |
| CM             | 20 | Erik ten Hag               |      |
| CM             | 6  | Tom van der Leegte         | 101' |
| RW             | 14 | Chris De Witte             | 80'  |
| CF             | 9  | Jan Vennegoor of Hesselink |      |
| LW             | 8  | Scott Booth                |      |
| Wisselspelers: |    |                            |      |
| FW             | 11 | Ellery Cairo               | 80'  |
| DF             | 4  | André Karnebeek            | 95'  |
| DF             | 12 | Jeroen Heubach             | 101' |
| Coach:         |    |                            |      |
| Fred Rutten    |    |                            |      |

| KNVB Beker 2000/01     |
| ---------------------- |
| FC Twente Tweede titel |

## Topscorers
Jan Vennegoor of Hesselink van FC Twente scoorde drie doelpunten in de groepsfase en vijf doelpunten in de knock-outfase en werd met acht doelpunten topscorer van het toernooi.
| # | Naam                       | Ploeg              | Goals |
| - | -------------------------- | ------------------ | ----- |
| 1 | Jan Vennegoor of Hesselink | FC Twente          | 8     |
| 2 | Dave van den Bergh         | FC Utrecht         | 7     |
| 2 | Berry Charité              | Rijnsburgse Boys   | 7     |
| 2 | Ali El Khattabi            | Sparta Rotterdam   | 7     |
| 2 | Michel Langerak            | Sparta Rotterdam   | 7     |
| 6 | Scott Booth                | FC Twente          | 6     |
| 6 | Barry van Galen            | AZ                 | 6     |
| 6 | Stefan Jansen              | Babberich, TOP Oss | 6     |
| 6 | Chima Onyeike              | Excelsior, VVV     | 6     |
| 6 | Stefaan Tanghe             | FC Utrecht         | 6     |
| 6 | Ivan Tsvetkov              | BV Veendam         | 6     |